# アルカイック期
アルカイック期（アルカイックき）は、ギリシアの歴史における、紀元前8世紀からペルシア戦争中・紀元前480年のクセルクセス1世の侵略までの期間を示す。暗黒時代と古典時代の間に位置する。アルカイック期の始まりと共にギリシアの人口は爆発的に増加し、同時にいくつもの重要な変化が起こった。Anthony Snodgrassによれば、古代ギリシアのアルカイック期はギリシア世界の2つの変革に関連している。すなわちこの時代は、ギリシア世界の政治的な機構を明確化した「構造改革」、およびギリシアに特徴的な諸都市、ポリスの建設に始まり、古典時代の「知的改革」に終わる。

## 概要
アルカイック期はギリシアの政治、経済、外交関係、戦争、そして文化の発展が見られる時代であり、政治的・文化的に古典時代の基盤となっている。ギリシア文字が考案されたのもこの時代であり、現存する最古のギリシア文学、巨大な彫刻や赤絵式の壺などが作られ、重装歩兵がギリシアの軍隊の中核を為すようになった。アテナイでは、民主主義の最初期の制度がソロンの下に整備され、アルカイック期の終盤にはクレイステネスによって、古典時代のアテナイ民主主義と同様の制度に改正された。スパルタでは、スパルタのリュクルゴスによる様々な制度の改革が行われ、メッサニアがスパルタの支配下に組み込まれた。また、ヘイロタイが導入され、ペロポネソス同盟によってペロポネソス半島内で優位を誇った。

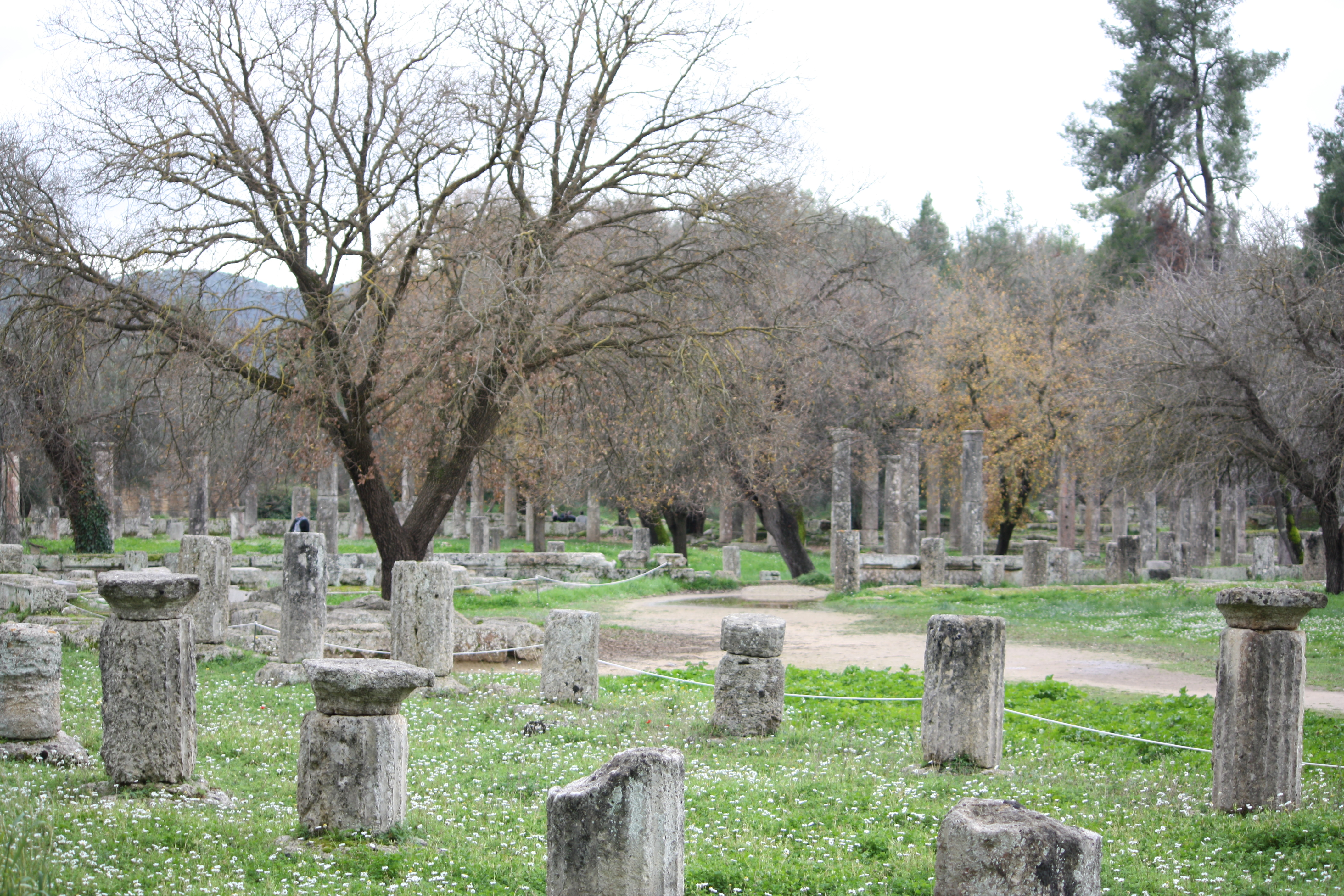
古代オリンピックが開催されたオリュンピアのギュムナシオンとパライストラ。慣例的に、アルカイック期は最初の古代オリンピックが行われた年に始まったとされる。

「アルカイック」という言葉はギリシア語で「古い」を意味するarchaios（アルカイオス）に由来し、古代ギリシアの歴史において古典時代よりも前の時代を表す。この時代は一般に紀元前8世紀から紀元前5世紀初頭まで、具体的な出来事としては、紀元前776年の古代オリンピックの基礎の成立からペルシア戦争中・紀元前480年のクセルクセス1世の侵略までとされる。アルカイック期は長い間、古典時代に比べて重要でなく、その前兆として研究されてきたが、近年では、アルカイック期自体について研究されるようになった。このようなアルカイック期に対する再評価に伴って、一部の研究者は、「アルカイック」という用語には、英語において「旧式の」「時代遅れの」という意味が含まれることから異を唱えている。しかしそれに代わる用語が流布していないため、未だ「アルカイック」という語が使われ続けている。
古典時代に関する史料はトゥキディデスの『戦史』などの歴史書に記されている。他方、アルカイック期については、そのような文字の史料は存在せず、詩の形式で残された人生の記録や、法律、犠牲の奉納に関する碑文、墓に刻まれた碑文などが手がかりである。これらの史料の量は、古典期の史料の数に遠く及ばない。しかし、文字史料に欠如している情報は、豊富な考古学的資料によって補うことができる。古典ギリシア美術に関する知識の多くはローマ時代の模造に頼っているが、アルカイック期の美術品は実物が現存するのである。
アルカイック期に関する他の情報源としては、ヘロドトスをはじめとする古代ギリシアの著作家たちによって記録された伝説が挙げられる。しかし、それらの伝説は現代において認識されている「歴史」の形式とは異なり、ヘロドトスは、自身がその情報を正確なものであると信じているか否かに拠らず記録を残している。さらに、ヘロドトスは紀元前480年以前について、一切の日付を記録していない。

## 政治の発展
アルカイック期はポリス（都市国家）が政治組織の主要な単位として発展した時代である。ギリシア中の多くの都市は「僭主」と呼ばれる指導者によって独裁的に統治されていた。この時代はまた、法律や、社会集団としての意思決定の制度が整えられた時代でもあり、最古の法律や立法的な組織の形跡が残されている。アルカイック期が終わるまでに、アテナイとスパルタの体制は、古典期と同様の様態にまで発展した。

### ポリスの発展
アルカイック期には顕著な都市化が見られ、ポリスの概念も古典期のものと同様に到るまで変化していった。ソロンの時代には、「ポリス」という語は、後の古典期と同様の意味を持つようになったが 、政治的共同体としてのポリスは依然として発展途上であり、ポリスが「都市の中心部」となるのは紀元前8世紀のことである。しかし、ポリスはアルカイック期の間にギリシア全土で社会政治学的な主要組織になったわけではなく、北部および西部の諸国では古典期に入るまで主要な組織にはならなかった。
アルカイック期のギリシアにおける都市化の過程は「シュノイキスモス」と呼ばれる。これは複数の小さな村落が1つの都市に合併することで、紀元前8世紀によく見られる。例えばアテナイやアルゴスは、紀元前8世紀の終わりまでに1つの共同体に合併した。紀元前8世紀中ごろのスミュルナや紀元前7世紀中ごろのコリントスのようないくつかの共同体では、このような物理的な融合は街の防壁から見ることができる。
ポリスの社会政治学的機構としての発展は、地理的な要素だけでなく、紀元前8世紀の爆発的な人口増加に起因すると考えられる。これら2つの要素から、アルカイック期初期の政治制度が機能しなくなり、新たな政治母体が必要とされたのである。

#### アテナイ

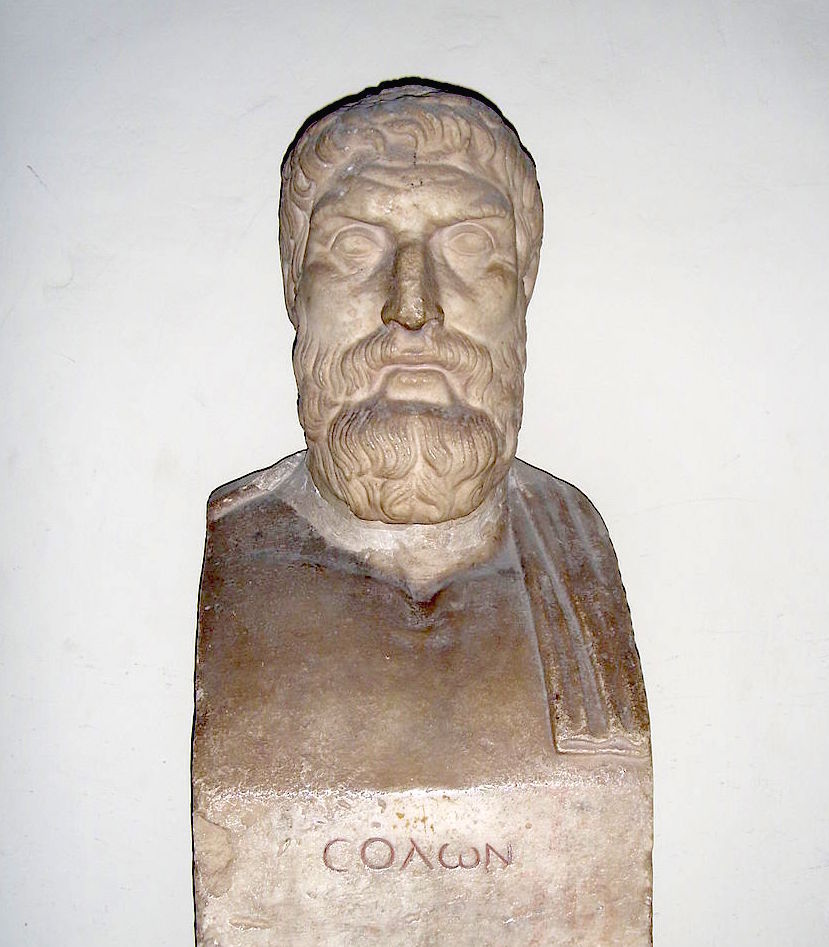
ソロン（アルカイック期の政治家・立法家・詩人）。紀元前6世紀初頭に「ソロンの改革」を行なった。

古典期の初期においてアテナイ市は文化的にも政治的にも優勢を誇っていたが、紀元前6世紀後期までは古代ギリシアを率いるほどの力を持っていなかった。
キュロンによる政変の企ては、古代の記録からアテナイの歴史の中でも最初期の、紀元前636年頃に起こったことがわかっている。このとき、アテナイの君主政治は既に終わりを告げ、アルコンが行政上最も重要な役職になったが、エウパトリデスと呼ばれる貴族たちだけがアルコンの職を担っていた。
アテナイの最古の法律はドラコンによって紀元前621年、もしくは620年に制定された。そのうち、殺人に関する法律は、古典期に入っても残存した唯一の法であった。ドラコンの法典は、個人的な復讐を、法に反して犯罪行為を行なった個人に対する第一の、かつ唯一の処分に置き換えることを目的とした。しかし、この法典は、ソロンの改革のきっかけともなった貧富の差を解決することはできなかった。
紀元前594年、もしくは593年に、ソロンはアルコンと調停者を設定した。このソロンの改革については、不明な点が多い。例えば、ソロンは土地を自由化するためにhoroi （ホロイ）を取り上げることを主張したが、この「ホロイ」の正確な意味はわかっていない。そして、それを取り上げたことは、hektemoroi（ヘクテモロイ）の問題の一部だったようだが、この語についても意味は分っていない。彼はまた、債務奴隷の廃止を定め、アテナイの市民権を獲得できる者の制限を制定した。
ソロンはさらに、基礎的な法制改革を行い、貴族としての出自ではなく、収入によって政治に参加するように制定した。ペンタコシオメディムノイと呼ばれる裕福な層だけが、会計役やアルコンのような役職に就くことができた。テーテスと呼ばれる最貧層は、政治的な役職につくことはできなかったが、民会や裁判に参加することはできた。ソロンはまた、民会の前に動議などを設定する400人評議会を設立した。最後にソロンは、市民に民会における抗議などの発言の権利を与えることで、実質的にアルコンの権力を減衰させた。

#### スパルタ
スパルタの国制は、紀元前8世紀のうちには古典期と同様の様態になっていた。紀元前740年から720年頃に起こったとされる第一次メッセニア戦争から、長老会の力が民会を上回ったこと、メッセニア人がヘイロタイとして使役されたことが分かる。同時期に、スパルタにおいて王の権限を制限するエフォロイが力を増していた。

### 植民

アルカイック期におけるギリシアの植民地

紀元前8世紀、および7世紀に、古代ギリシア世界は地中海、マルマラ海、黒海方面に関心を広げた。これは単に貿易のためだけではなく、植民地を探すためでもあった。これらのギリシアの植民地は、ローマのものとはちがい、母体の都市に依存せず、それぞれの権利を持って独立した都市であった。
古代ギリシア人は2つの全く違った方法で植民を行なった。1つはギリシア人によって建設された、永久的な、独立した都市である。そして他方は、emporia（エンポリア）と呼ばれる、ギリシア人・非ギリシア人双方が居住した商業都市で、産業的、商業的に重要視された。後者の例としては、東方のアル・ミナ、西方のピテクサイなどが挙げられる。
最初期の植民地はシチリア島に建設された。シチリア島の植民地の多くはカルキス人によって建設されたが、ほかにコリントスやメガラもこの地方に植民した。紀元前8世紀の終わりまでには、南イタリアに植民地が建設され、紀元前7世紀にはその範囲が拡大した。西はマルセイユから、東はエーゲ海北部、マルマラ海、黒海に到るまで植民地が建設された。これらの地方への植民はミレトス人が中心となって行なわれた。同時期に、シラクサやMegara Hyblaeaにも植民が行なわれた。
西方では、シチリア島と南イタリアがギリシア植民地の中で最大の規模を誇っていた。実際に、多くのギリシア植民地が南イタリアに建設され、古代においてマグナ・グラエキア（大きなギリシア）として知られていた。紀元前8世紀の後期には、シチリア島や南イタリアには平均2年に1つの頻度で新たな植民地が建設され、イタリアへの植民は紀元前5世紀の中ごろまで続いた。

### 僭主政治

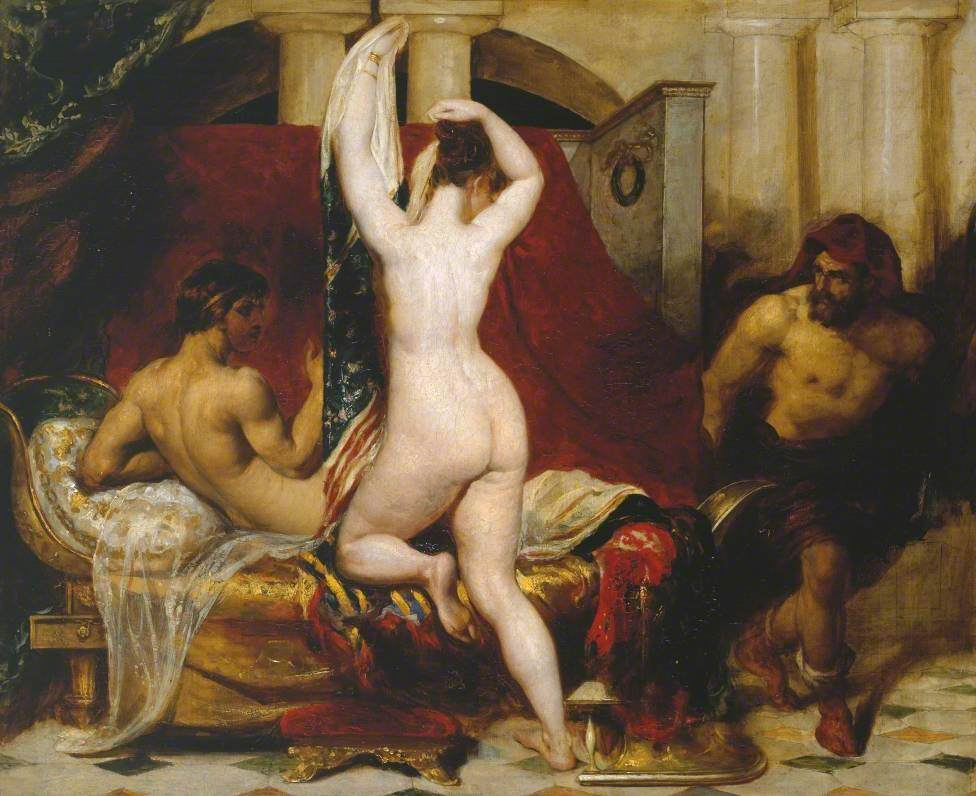
ヘロドトスにより伝えられるギュゲスの物語の絵画。紀元前8世紀後期から7世紀初頭のリュディア王・ギュゲスは、ギリシア文学で、初の僭主と呼ばれている。

紀元前7世紀中ごろ以降のアルカイック期は、しばしば「僭主時代」と呼ばれる。ギリシアの歴史上最初の僭主は、紀元前655年のクーデターで実権を握ったキュプセロスである。彼に続いてシキオンのオルタゴラスやメガラのテアゲネスが台頭した。
紀元前7世紀における僭主の台頭については様々な説明がされてきた。最も有名な説明は、貴族政に我慢ならなくなった民衆が立ち上げたものだとするアリストテレスのものである。しかしその時代に貴族が横柄になっていったという証拠はどこにもないので、現代では他の原因を見つけ出そうとしている。それに反して、Drewsは、僭主政治は私的な軍隊を指揮する個人によって成立し、初期の僭主たちは民衆の支持を一切必要としていなかったとしている。一方Hammondは、僭主政治が寡頭政治において、統治者と民衆ではなく、統治者同士の政敵との争いの中で成立したと指摘している。
また、紀元前7世紀の「僭主時代」の存在自体に疑念を抱いている歴史家もいる。Victor Parkerによれば、アルカイック期において、ギリシア語のテュラノスという言葉はアリストテレスが『アテナイ人の国制』で使用したような、否定的な意味を含んでいなかったという。アルキロコスがテュラノスという言葉を使った当時、それはギリシア語で「王」を意味するアナクス(anax)の同義語でしかなかったというのである。Parkerは、テュラノスという語が初めて否定的な意味に使われたのは紀元前6世紀の前半に、キュプセロスがコリントスで苛政を敷いた時のことであるとしている。トゥキディデスの時代までは、テュラノスとバシレウス（basileus）という言葉は明確に区別されていなかった。同様に、Greg Andersonも、アルカイック期の僭主は苛政を敷いたわけではなく、同時代の他の統治者とも区別されないとしている。

## 人口

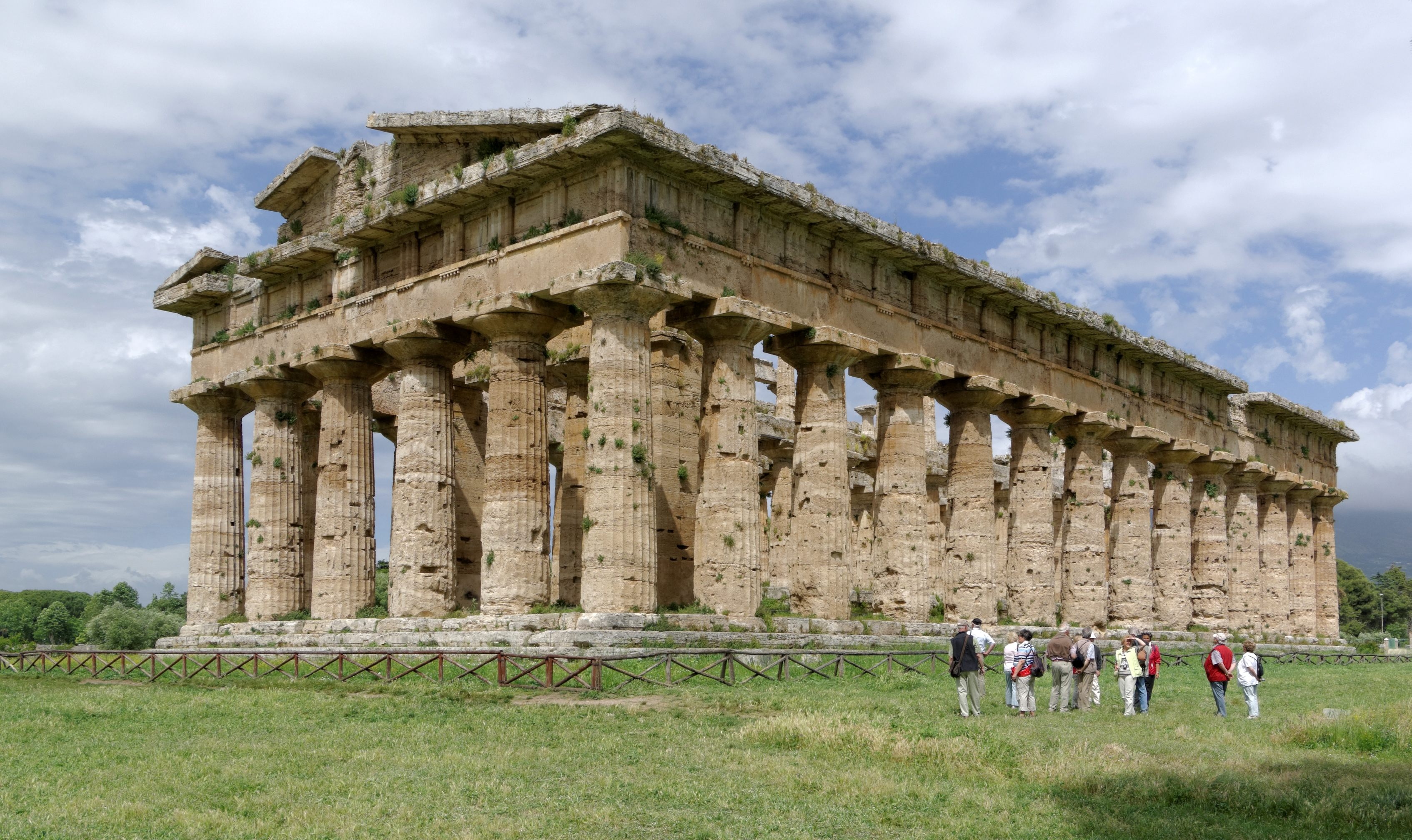
マグナ・グラエキア（現代のイタリア）のパエストゥムにあるアポロン神殿（紀元前6世紀)。

紀元前850年から750年頃に地中海世界では大きな気候変動が起こり、一帯は涼しく、湿潤な気候になった。その影響でギリシアの人口は紀元前8世紀の間に倍増し、それまでよりも多くの、大きな植民地を形成することとなった。
当時の人間の遺物から平均寿命は分かっているが、健康に関する他の基準については、はっきりとした根拠がないが、家屋の大きさからは経済的・社会的な状況をうかがい知れる。紀元前8世紀および7世紀には、平均的な家屋の広さはおおよそ45-50 平方メートルだが、非常に大きい家屋や非常に小さい家屋の増加から、貧富の差が生じていたことがわかる。その後、紀元前7世紀の終盤からこの傾向は元に戻り、平均程度の広さの家屋が密集して建てられていた。

## 経済

### 農作・畜産

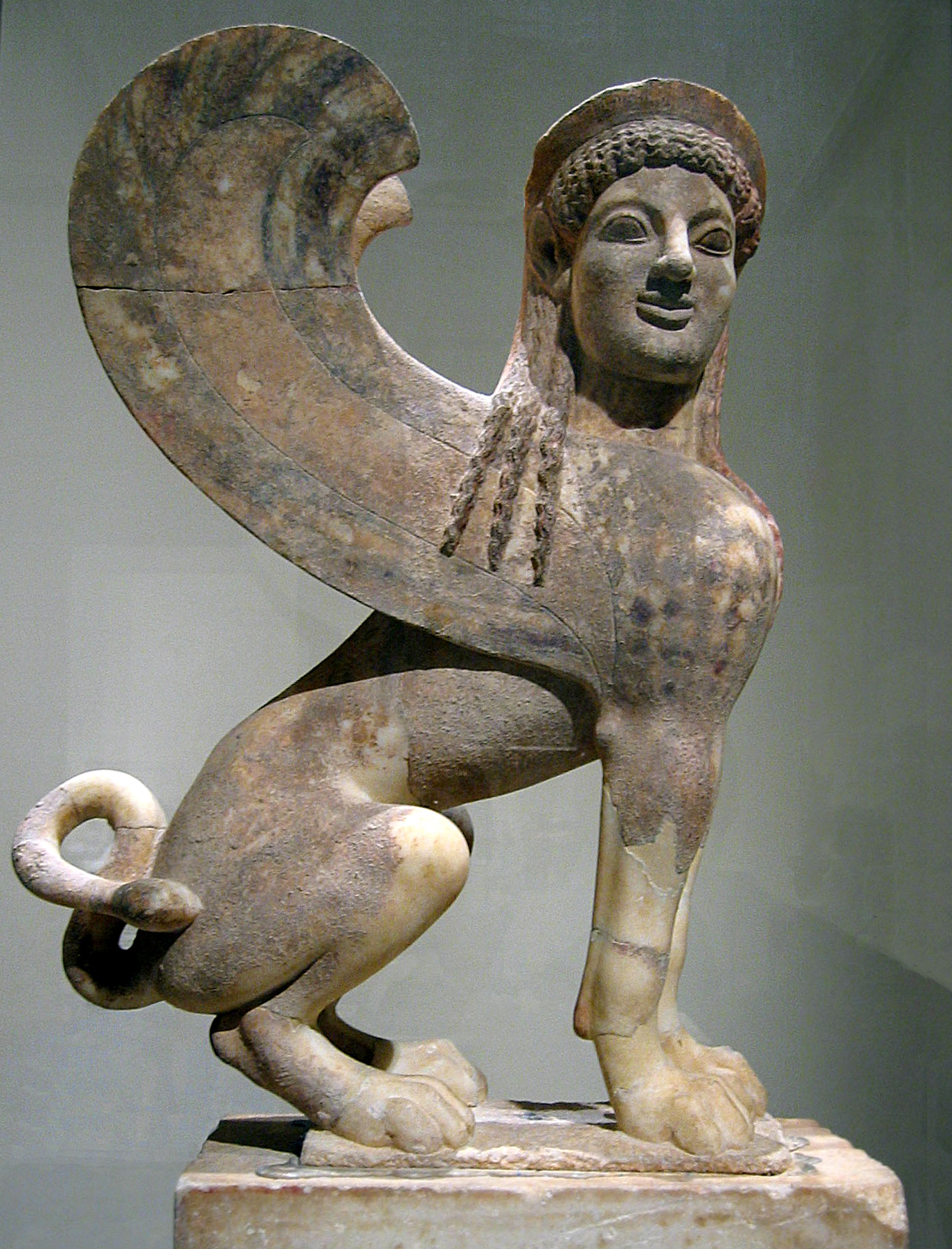
スフィンクスを象った、若者と少女の墓の装飾（大理石、全体の高さは423.4ｃｍ）。アッティカ地方、紀元前530年頃。ニューヨーク、メトロポリタン美術館所蔵。

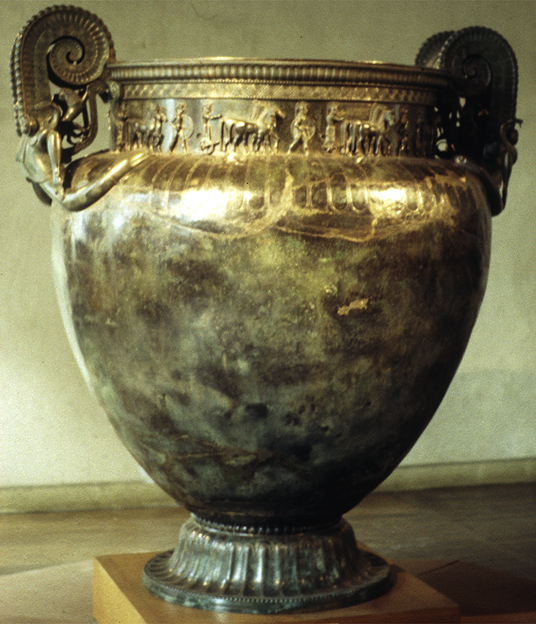
ヴィックスのクラテール（古代ギリシアにおいてワインと水を混ぜるのに使った壺）。青銅製で、ハルシュタット文化、若しくはラ・テーヌ文化の「ヴィックスの貴婦人」の墓から発見された。フランス、ブルゴーニュ地方、紀元前500年頃。

アルカイック期には、未だ耕作に適した土地が残されていた。それらの耕地は小さく、密集して、居住区の近くに集中していた。作物は非常に雑多で、一年を通して継続的に使用できるように、また、一種類の穀物が不作でも他の穀物で補えるように、様々な種類の穀物が同時に育てられていた。豆果と穀物（大麦とデュラム小麦）の輪作が行なわれ、耕地は隔年で休耕地とされた。それらの耕地のそばで、小作人たちは葡萄、オリーブ、果物や野菜を地域の内外で販売し、利益を得るために育てていた。次に重要視されたのは家畜である。特に羊と山羊は肉、乳、毛、そして堆肥を生産するが、維持が難しく、大きな群れを所有していることは莫大な富の証であった。牛は畜産的な生産物を増加させることができるが、維持費がかさむ。馬や、牛の大きな群れもまた、莫大な財産であった。
このような様式はアルカイック期以前から始まっていたと考えられ、この時代、鉄器と厩肥の使用が増加した以外に、農業において技術的な革新は特に起こらなかった。
農業に関する主な情報源はヘシオドスの『仕事と日々』である。この詩は、個人的に労働者を雇っている土地の持ち主が非常に少ない蓄えしか与えていなかったことを示している。生産品の多くは利益のために売られ、douloi、またはdmoesと呼ばれる奴隷によって生産されていた。そして雇用主はほとんどの時間を耕地以外の場所で過ごしていたのである。奴隷による労働に加え、賃金を求めて働く小作人や借金のために働く者もいた。この慣習は、紀元前8世紀の人口増加に伴って働き口が増えたことと、紀元前7世紀に法的に施行された借金と労働者の立場が社会的闘争の原因になっていたことを示している。

### 貿易
紀元前8世紀後期までに、アルカイック期のギリシア世界はエーゲ海周辺の貿易網の一部となった。この貿易網は、アルカイック期初期に、ギリシア美術に対するオリエント世界からの影響をもたらした。他方、西方では、コリントスと南イタリアのマグナ・グラエキアやシチリア島との交易が急増した。
東方との交易は主にアイギナ島など、東方とギリシア本土との仲介をするギリシアの島々を巻き込んで行なわれた。ギリシア東部の都市は、紀元前6世紀に、アジアやエジプトとの交易で栄えた。本土の都市については、特にコリントスなど、沿岸部の諸都市が東方との交易で大きく繁栄した。
アルカイック期初期に、アテナイは東方との交易にさほど積極的ではなく、紀元前8世紀から7世紀初頭のアテナイでは東方からの輸入品はあまり見つかっていない。対照的に、エウボイアの周辺では、紀元前8世紀の前半頃から東方との交易が行なわれ、ギリシアの島々の初期の壺が現代のシリアにあるアル・ミナから出土している。
紀元前6世紀までに、ギリシアは、地中海世界を網羅する貿易網に取り込まれた。紀元前6世紀のラコニアの壺が、西はマルセイユやカルタゴ、南はクレタ島、東はサルディスに到るまでの範囲で見つかっている。

### 鋳造硬貨
アルカイック期の初頭には、鋳造硬貨はまだ発案されていなかった。ギリシア人たちは牛や鼎、金串など、確実に価値のあるものを基準に物の価値を計っていた。近東で行なわれていたように、紀元前6世紀初頭には貴金属の延べ棒が交換手段として使用され、主に銀が使用された。これらの延べ棒の重さは、基準となる単位によって計量され、「金串」という言葉から「オベロイ」、「（金串の）一掴み」という言葉から「ドラクマイ」と名づけられた。それらの語は後にギリシアの通貨の名称となった。

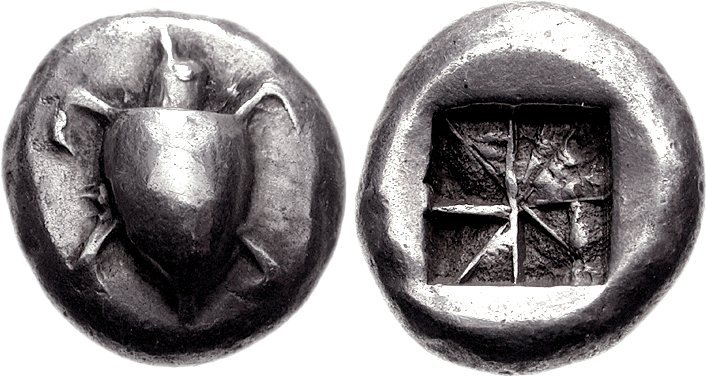
アイギナ島の銀のスタテル。紀元前530年から550年頃。

鋳造硬貨は紀元前650年頃のリュディアで発案された。この制度は小アジアのギリシアの共同体で、それまでの延べ棒の制度と平行してすぐに使用されるようになった。アイギナ島では独自の「亀」の硬貨が紀元前550年以前に発行され、鋳造硬貨はそれからアテナイ、コリントス、キュクラデス諸島に紀元前540年代に、南イタリアとシチリア島には紀元前525年以前に、そしてトラキアには紀元前514年以前に広まった。多くの鋳造硬貨は非常に小さく、また発行した共同体の中だけで使用されたが、アイギナ島の「亀」の硬貨（紀元前530年から520年頃）とアテナイの「ふくろう」の硬貨（紀元前515年から）は大量に発行され、ギリシア中に広まった。
硬貨の図柄は、初めのうちは頻繁に変更されたが、次第にそれぞれの共同体が固有の図柄を使用するようになった。都市にとって重要な神々や都市の名前をもじった物が使用されることもあったが、多くのものはその意図が不明瞭で、特別な理由なしに選ばれた可能性もある。
古代ギリシアにおいて鋳造硬貨が急速に、広範囲にわたって需要された理由は完全に解明されてはいないが、次のような説が挙げられている。可能性の1つとして挙げられるのは、貨幣によって交易が簡単になることである。基準となる重量を決められた貨幣は、そのものの重量を測ることなく価値を判別することができる。さらに、鋳造貨幣の利用者は銀が純粋な銀であるかを判断する時間をかける必要がない。共同体によって発行された鋳造貨幣は、一定の価値が定められた契約なのである。また、別の可能性として、共同体が市民や傭兵、職人などに明確で公平な報酬を効率的に支払うことが出来ることが挙げられる。同様に、共同体の一員で裕福な者は、祭や軍事費用のために共同体に財産を寄付する必要があり、この寄付の過程が効率よく、分かりやすくなる。3つ目の可能性として挙げられるのは、共同体の独立性とアイデンティティを鋳造硬貨によって表現していたというものだが、これは時代錯誤であろう。

## 美術
美術において、アルカイック期は、象徴的な様式と自然な様式の過渡期とされる。ギリシアに、エジプトやメソポタミアの巨大な彫像の影響が流入し、陶芸においても幾何学文様様式から、赤絵式の初期のものが見られるようになった。アルカイック期の初期には、陶芸と彫刻の両方にオリエントの影響が見られる。この時代はまた、ギリシア文字の発達と現存する最古のギリシア詩が伴う、ギリシア文学の革新の時代である。

### 彫刻
ギリシアにおいて、等身大の人間の石像はこの時代に作られ始めた。これは古代エジプトの石像に影響されてのことである。ギリシアにおいて、それらの彫刻は宗教施設や墓地などで現存しているものが発見されるが、同じ技法は祭儀の像を作るのにも使用された。
アルカイック期の彫刻として最もよく知られるのはクーロスとコレーと呼ばれる、ほぼ等身大の正面を向いた若者や少女の像である。これらは紀元前7世紀中ごろのキュクラデス諸島で発展した。現存する最古のコレーと考えられているのはニカンドラの奉納像として知られているもので、デロス島のアルテミス神殿に、紀元前660年から650年頃に奉納されたものである。クーロスとコレーは、人間と神々のどちらをも表すのに使われた。紀元前600年頃のナクソス巨像をはじめとするいくつかのクーロスはアポロンを表しており、また、プラシクレイアと呼ばれるコレーはもともと、若い少女の墓を示すものであった。
紀元前6世紀には、アッティカ地方のクーロスはより自然で生き生きとしたものに変化していった。しかし、この傾向は、当時のギリシアの、他のどの地方にも見られない。この様式は紀元前6世紀の後期にかけて、クーロスの注文を受けた職人達が断るようになって廃れ、紀元前480年頃にはクーロスは作られなくなった。

### 壺絵
ギリシアの陶器の装飾については、この時代、抽象的なものから形象的な様式へと変化した。紀元前8世紀は、暗黒時代の幾何学文様から離れ、フェニキアやシリアからの影響を受けて東方化様式が発展した。
紀元前7世紀初頭に、コリントスの壺絵師が黒絵式を発案した。壺職人たちは下絵や構図のために、壺の粘土に彫りこみをした。
アルカイック期の末期には、アテナイで赤絵式が考案された。最古の例は紀元前525年頃、壺絵師のアンドキデスによって絵付けされたと考えられているものである。 赤絵式の考案と同時期に、白地技法やシックステクニックなどの技法が発展した。

## 文学
現存する最古のギリシア文学はアルカイック期のものである。『イリアス』と『オデュッセイア』はアルカイック期初期、紀元前7世紀に成立したとされる。叙事詩だけでなく抒情詩も一般的になり、9歌唱詩人もこの時代に活躍した。また、初期のエレゲイアやイアンボスも現存している。ギリシア演劇の最古の形跡もこの時代の終盤から見られる。
アルカイック期はまた、ギリシア文字の発展の時代でもあった。ミュケナイ時代末期以降、ギリシアにおいて文字資料が非常に乏しくなり、紀元前9世紀には、青銅器時代の表記規則を理解しているギリシア人はいなかったとされる。ギリシア文字は紀元前8世紀に、セム人のアルファベットに由来して考案されたが、紀元前4世紀まで規範化されることはなかった。
既知のもので最初期のギリシア文字が刻まれているのは紀元前8世紀中ごろのもので、それが刻まれている物そのものを説明する内容が多い。それら最古のものの多くは韻文で書かれているが、イオニアにおけるいくつかの例は、東方の近隣諸国が伝統的に散文を使用していたため、散文で書かれている。紀元前6世紀に到るまで、法典や役人の一覧、条約のような公的記録が残存している。また、紀元前8世紀頃の壁の落書きのようなものも残存している。

## 軍事的発展

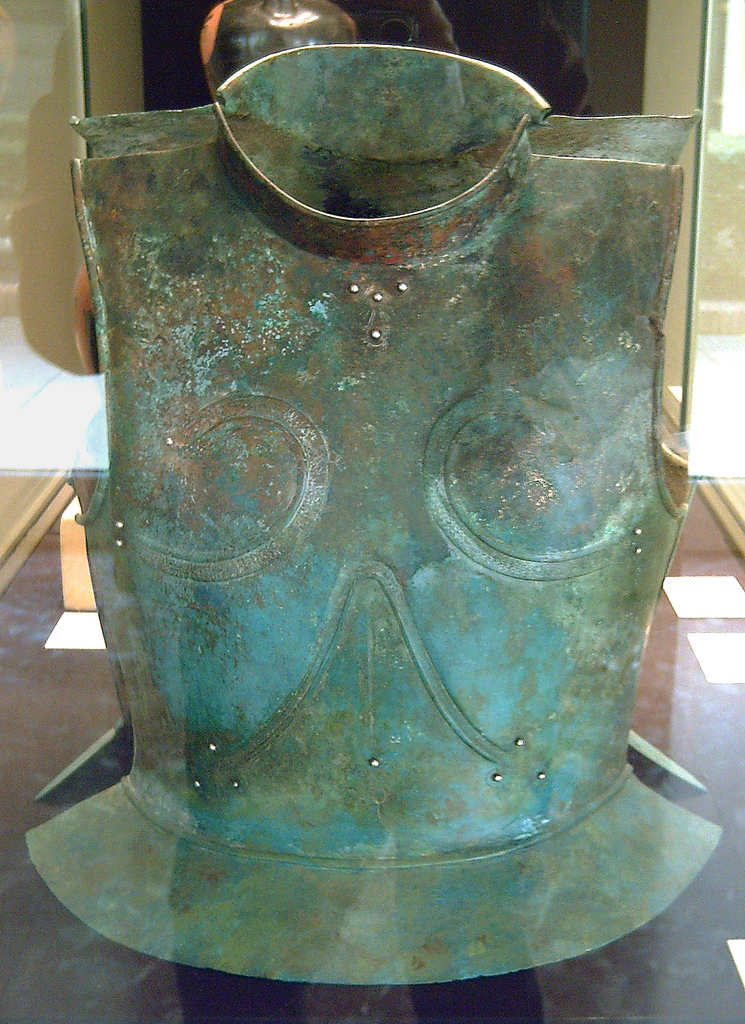
重装歩兵の考案はアルカイック期のギリシアにおける戦争に関する変化の中でも大きなものである。この胸当てが作られた紀元前7世紀の終わり頃までに、重装歩兵はギリシアの戦争の中心的な方法として成立した。

ギリシアの諸都市において、アルカイック期に起こった最大の軍事的革新は、紀元前7世紀前半の、重装歩兵の採用であった。重装歩兵の甲冑は紀元前8世紀頃から見られるようになり、既知のうち最古のものは紀元前8世紀後半のアルゴスから出土したものである。
甲冑の一部は紀元前8世紀が終わるまでにも作られているが、全身の甲冑を装備していた痕跡は紀元前675年頃のコリントスの壺絵以前については分かっていない。重装歩兵によるファランクスの採用は紀元前7世紀半ば、古典期になるまで使用されず、それ以前は近接戦の前に、敵に槍を投げる旧式の戦法が依然として使われていた。
海戦については、アルカイック期に三段櫂船が発案された。ギリシアの海軍は、紀元前8世紀に、漕ぎ手が乗りこむ層が2つある船を使い始め、それが三層になった三段櫂船は紀元前7世紀に普及した。紀元前7世紀半ばに、コリントスはギリシア世界で三段櫂船を初めて採用した。しかし、費用がかかるため、三段櫂船がギリシアの主要な軍船として使われるようになったのは紀元前6世紀半ばのことであった。トゥキディデスによれば、この時代はギリシアで初めて海戦が行なわれた時代であった。それは紀元前664年頃のことであったという。